# Ayaka Kikuchi (schaatsster)
Ayaka Kikuchi (菊池 彩花 Kikuchi Ayaka; Minamiaiki, 28 juni 1987) is een voormalig Japans langebaanschaatsster, en schaatscoach.

## Biografie
Kikuchi nam tweemaal deel aan het Aziatische allroundkampioenschap, in 2011 veroverde ze de bronzen medaille en in 2012 behaalde Kikuchi het zilver. Deze resultaten leverde haar beide keren een deelname aan de Wereldkampioenschappen allround, met als beste resultaat een dertiende plaats in de eindrangschikking in 2012.
Op zaterdag 14 februari 2015 werd Kikuchi samen met de zussen Miho Takagi en Nana Takagi wereldkampioene ploegenachtervolging.
Tijdens trainingen voor seizoen 2016/2017 viel ze samen met Misaki Oshigiri en raakte daarbij dusdanig zwaar geblesseerd dat gevreesd werd voor het vervolg van haar schaatsloopbaan. In het seizoen 2017/2018 keerde Kikuchi voor één seizoen terug in de internationale competitie waar ze goud behaalde op de Olympische ploegenachtervolging samen met de zusjes Takagi en Sato. Hierna werd ze assistent-coach van Johan de Wit voor het nationale schaatsteam.

## Records

### Persoonlijke records
| Afstand    | Tijd    | Datum            | Baan           |
| ---------- | ------- | ---------------- | -------------- |
| 500 meter  | 39,01   | 29 december 2015 | Obihiro        |
| 1000 meter | 1.15,29 | 22 november 2015 | Salt Lake City |
| 1500 meter | 1.54,12 | 21 november 2015 | Salt Lake City |
| 3000 meter | 4.01,89 | 1 december 2017  | Calgary        |
| 5000 meter | 7.13,69 | 18 februari 2011 | Salt Lake City |

### Wereldrecords
| #  | Afstand                    | Tijd    | Datum           | Baan    |
| -- | -------------------------- | ------- | --------------- | ------- |
| 1. | Achtervolging (6 ronden) * | 2.53,88 | 2 december 2017 | Calgary |

- * samen met Miho Takagi & Nana Takagi

## Resultaten
| Jaar | CK Azië      | WK allround          | WK Sprint            | WK afstanden                                      | Olympische Spelen                     | Wereldbeker                          |
| ---- | ------------ | -------------------- | -------------------- | ------------------------------------------------- | ------------------------------------- | ------------------------------------ |
| 2011 | · (, , 5, )  | NC22 (17, 20, 22, -) |                      | 20e 3000m                                         |                                       | 35e 1500m 22e 3k/5k 7e achtervolging |
| 2012 | · (, 4, , 4) | NC13 (13, 14, 18, -) |                      |                                                   |                                       | 20e 1500m 17e 3k/5k                  |
| 2013 |              |                      |                      |                                                   |                                       | 32e 1500m 35e 3k/5k                  |
| 2014 |              |                      |                      |                                                   | 31e 1500m 4e achtervolging            | 21e 1500m 16e 3k/5k                  |
| 2015 |              | NC13 (7, 14, 14, -)  | 16e (24, 11, 23, 16) | 18e 1000m · 12e 1500m · 12e 3000m · achtervolging |                                       | 14e 1000m 13e 1500m 19e 3k/5k        |
| 2016 |              | 8e · (, 12, 9, 7)    |                      | 16e 1000m 16e 1500m                               |                                       | 18e 1000m 10e 1500m 22e 3k/5k        |
|      |              |                      |                      |                                                   |                                       |                                      |
| 2018 |              | 7e · (, 6, 9, 8)     |                      |                                                   | 16e 1500m · 19e 3000m · achtervolging | 30e 1000m 9e 1500m 19e 3k/5k         |

- = geen deelname
NC# = niet gekwalificeerd voor de laatste afstand, maar wel als #e geklasseerd in de eindrangschikking
(#, #, #, #) = afstandspositie op allroundtoernooi (500m, 3000m, 1500m, 5000m)
2006: Anschütz-Thoms/Friesinger/Opitz/Pechstein/Völker ·
2010: Anschütz-Thoms/Beckert/Friesinger-Postma/Mattscherodt ·
2014: Van Beek/Leenstra/Ter Mors/Wüst ·
2018: Kikuchi/Sato/M. Takagi/N. Takagi ·
2022: Blondin/Maltais/Weidemann